# Morganella morganii
Morganella morganii é um bacilo reto gram-negativa e anaeróbica facultativa, que se movem por flagelos peritricosos, encontrado comumente no meio ambiente e no trato gastrintestinal de humanos, mamíferos e de répteis como parte da microbiota residente.
Apesar de sua ampla distribuição, é uma causa incomum de infecção em imunocompetentes, sendo encontrada mais comumente em pós operatórios e infecções nosocomiais.
Causa infecção oportunistas no trato respiratório, trato urinário e pode infectar feridas em humanos. Em 1978, estudos genéticos classificaram o microrganismo previamente denominado Proteus morganii como pertencente ao gênero Morganella, passando então a ser chamado de Morganella morganii.